# Abborrtjärnen (Frykeruds socken, Värmland, 661689-135421)
Abborrtjärnen är en sjö i Kils kommun i Värmland och ingår i Göta älvs huvudavrinningsområde.